# Bahnradsport-Weltmeisterschaften der Junioren 2025

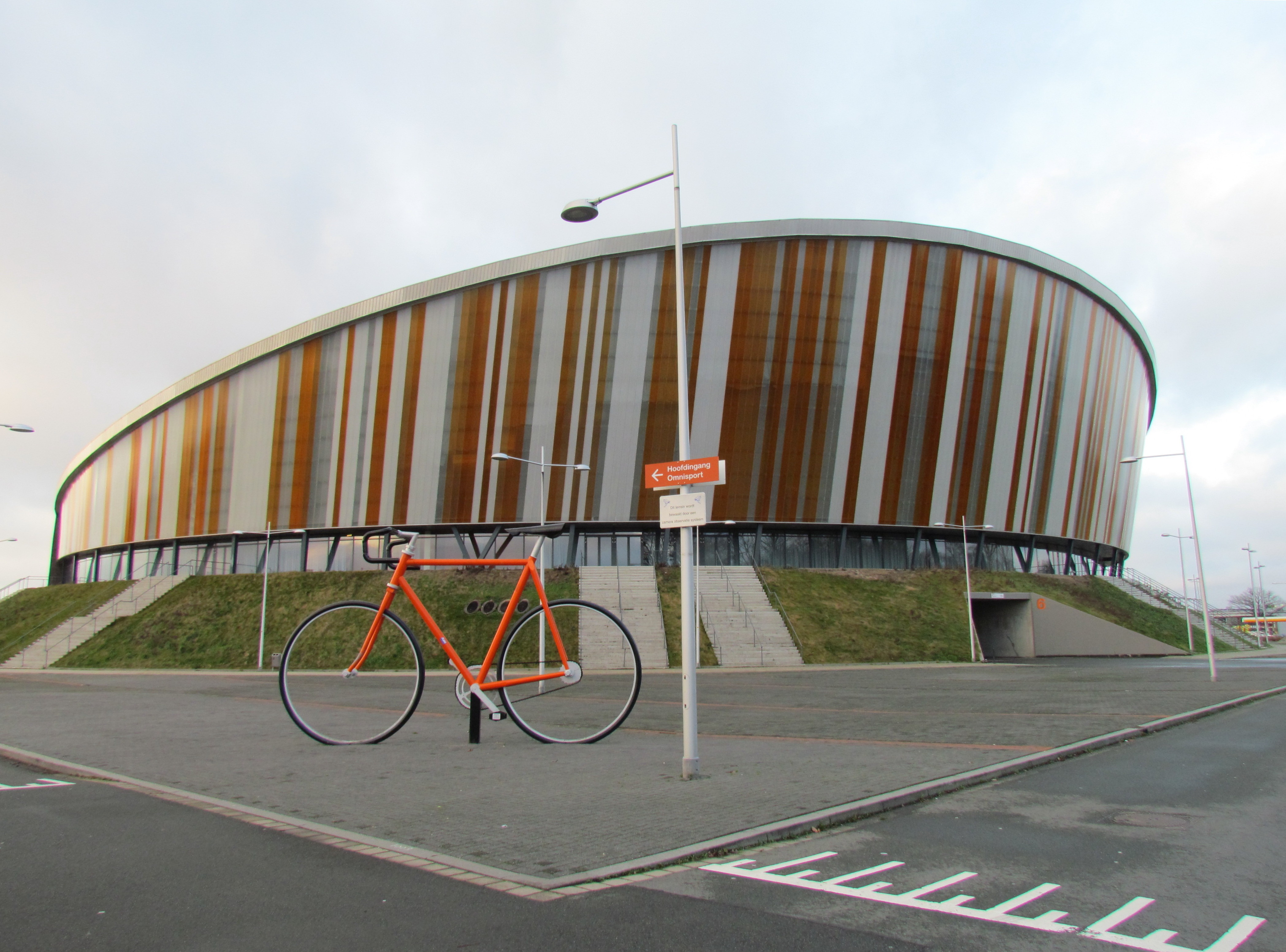
Omnisport Apeldoorn (2013)

Die Bahnradsport-Weltmeisterschaften der Junioren 2025 (2025 UCI Junior Track World Championships) sind vom 20. bis 24. August 2025 im Omnisport im niederländischen Apeldoorn geplant.

## Zeitplan (Finalwettbewerbe)
| Datum                  | Disziplinen Frauen                                   | Disziplinen Männer                                                   |
| ---------------------- | ---------------------------------------------------- | -------------------------------------------------------------------- |
| Mittwoch, 20. August   | Teamsprint, Scratch                                  | Teamsprint                                                           |
| Donnerstag, 21. August | Mannschaftsverfolgung, Ausscheidungsfahren           | Mannschaftsverfolgung, Scratch, Keirin                               |
| Freitag, 22. August    | Sprint, Omnium                                       | Einerverfolgung, Punktefahren                                        |
| Samstag, 23. August    | 1000-Meter-Zeitfahren, Einerverfolgung, Punktefahren | Omnium, Sprint                                                       |
| Sonntag, 24. August    | Keirin, Zweier-Mannschaftsfahren                     | 1000-Meter-Zeitfahren, Ausscheidungsfahren, Zweier-Mannschaftsfahren |

Gemeldet waren 290 Sportlerinnen und Sportler aus 43 Ländern. Der mehrfache Olympiasieger Harrie Lavreysen war Hauptsponsor der Veranstaltung.

## Aufgebote
(Vorläufige Aufgebote: Stand 1. August 2025)

### German Cycling
Juniorinnen
- Leni Bauer, Hannah-Franziska Brand, Lara Colberg, Paula Gloning, Magdalena Leis, Caoilinn Littbarski-Gray, Laura Nollau, Sophie Schrödel, Sophie Schuster, Julia Servay, Emilia Waterstradt, Amy Weber

Junioren
- Benjamin Bock, Hugo Esch, Raul Esch, Lucas Fiedler, Attila Höfig, Lenny Karstedt, Moritz Mauss, Finn-Liam Petterson, Leonidas Rekowski, Maurice Steckel, Victor Wedekind

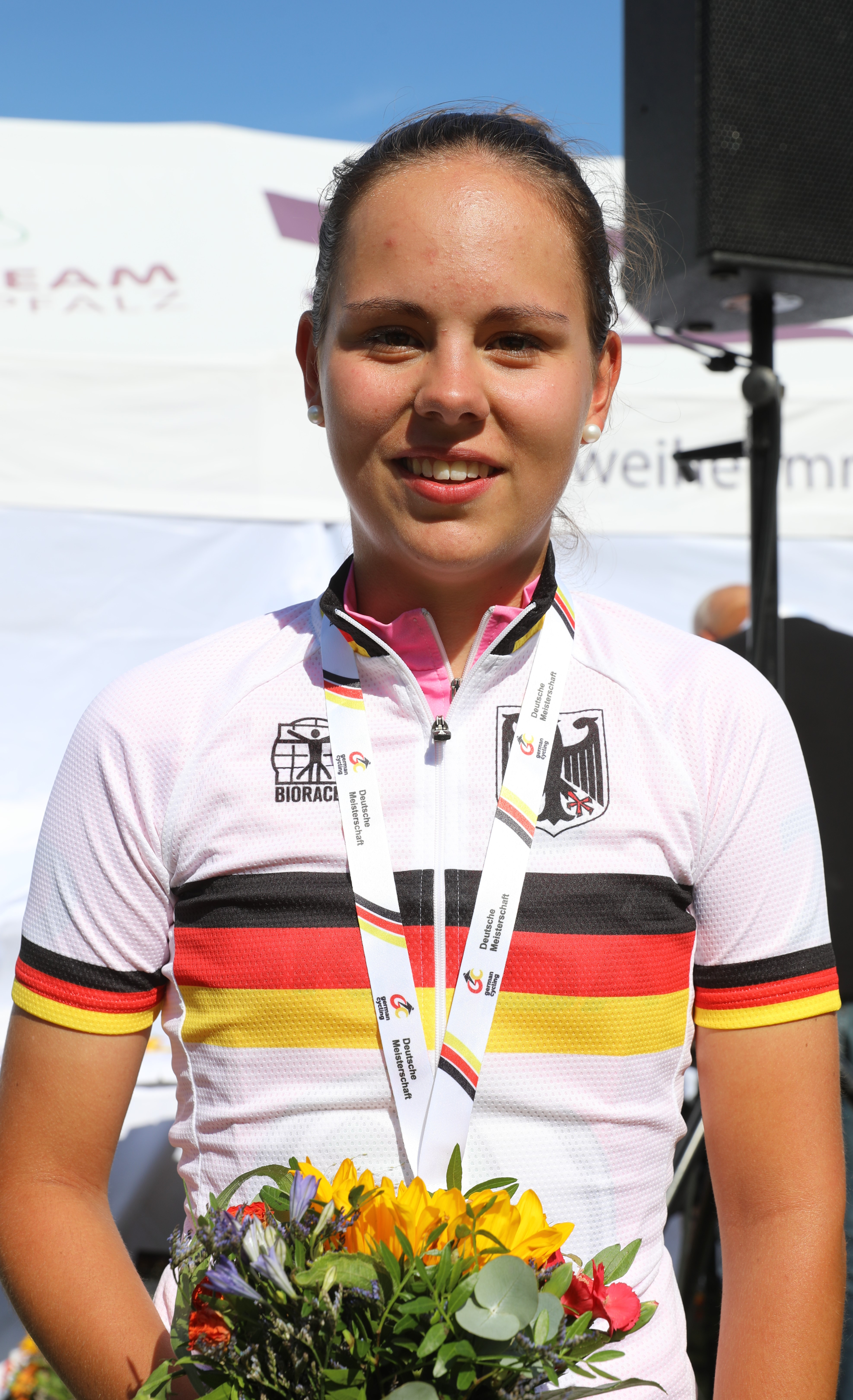
Hannah-Franziska Brand
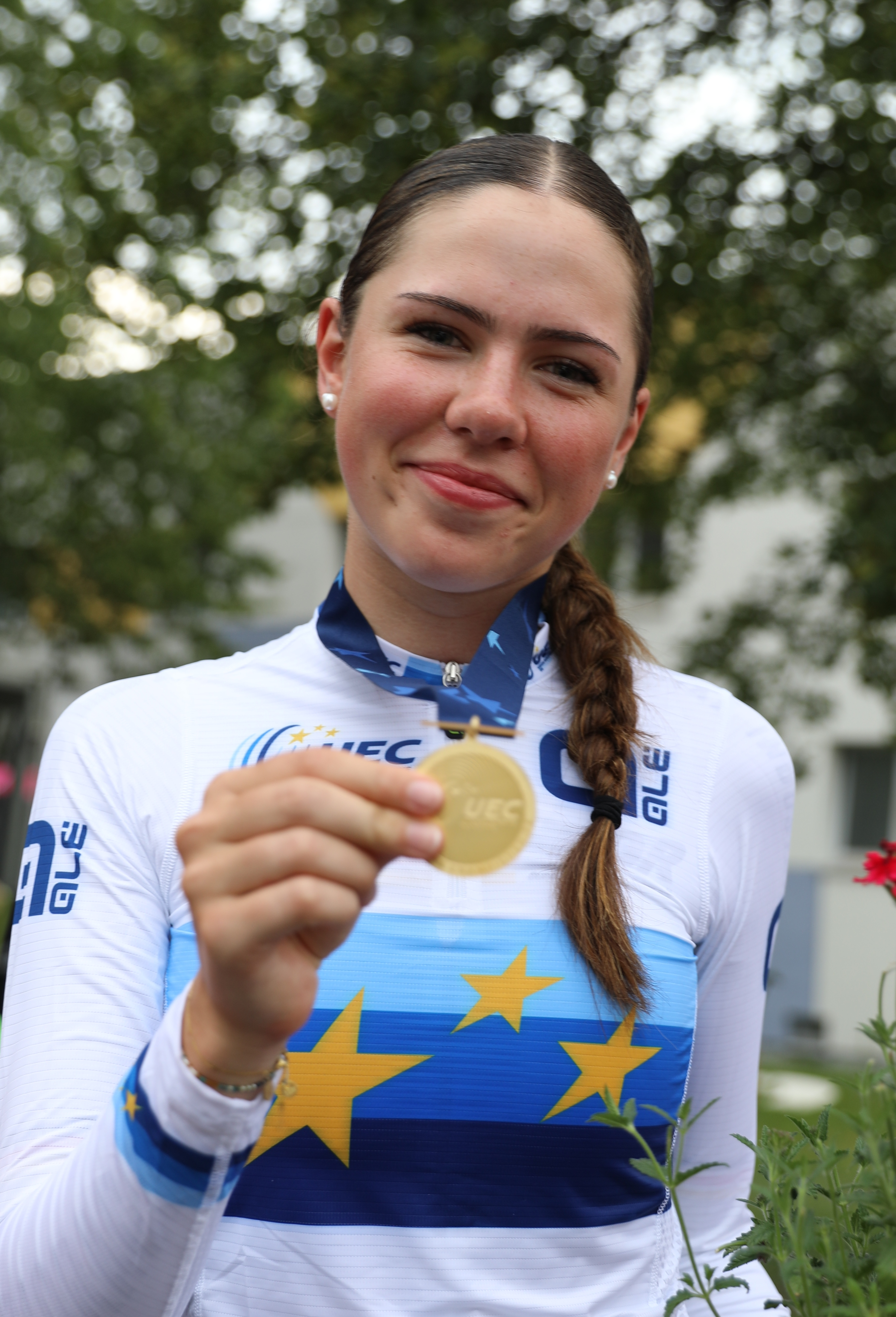
Magdalena Leis
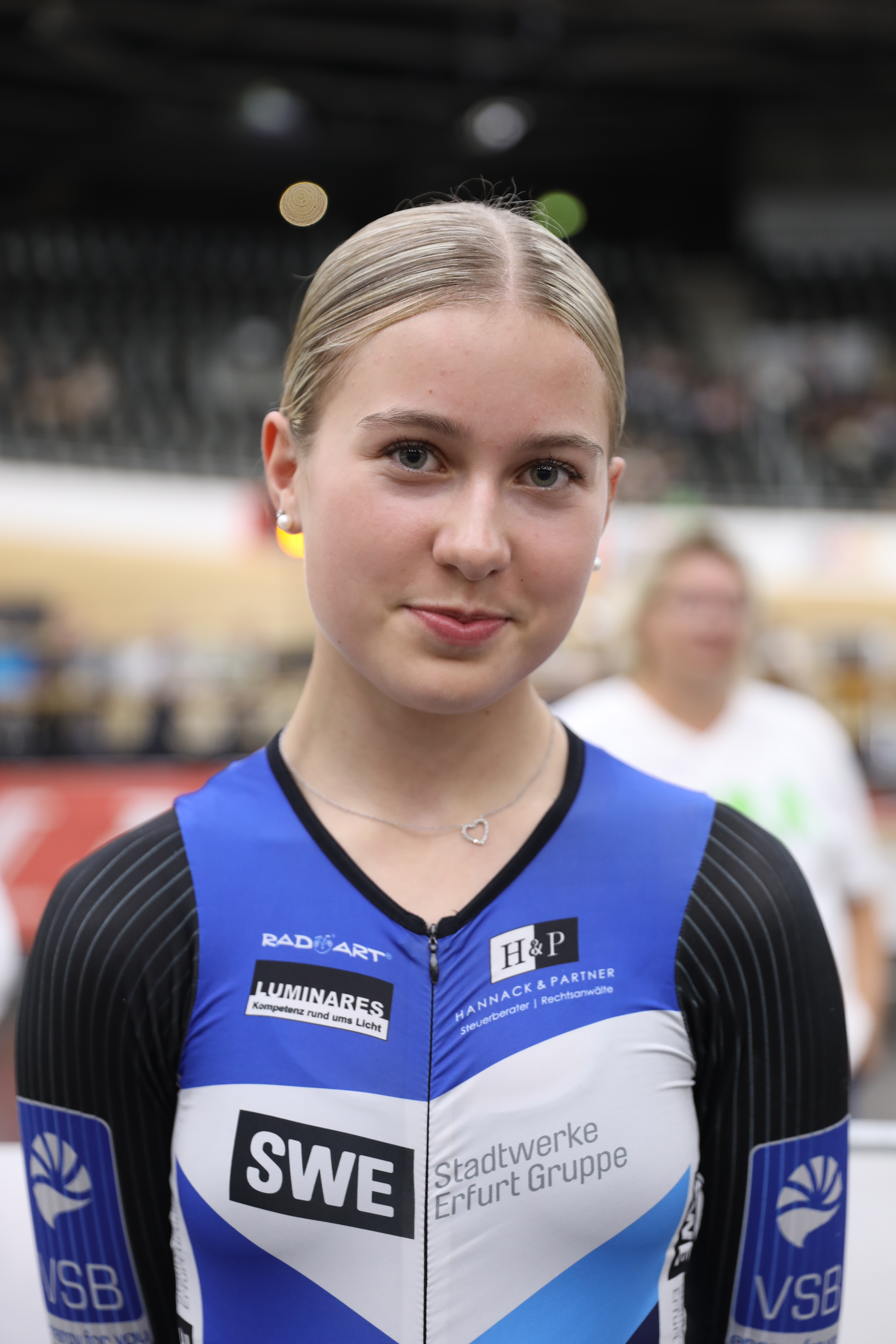
Amy Weber
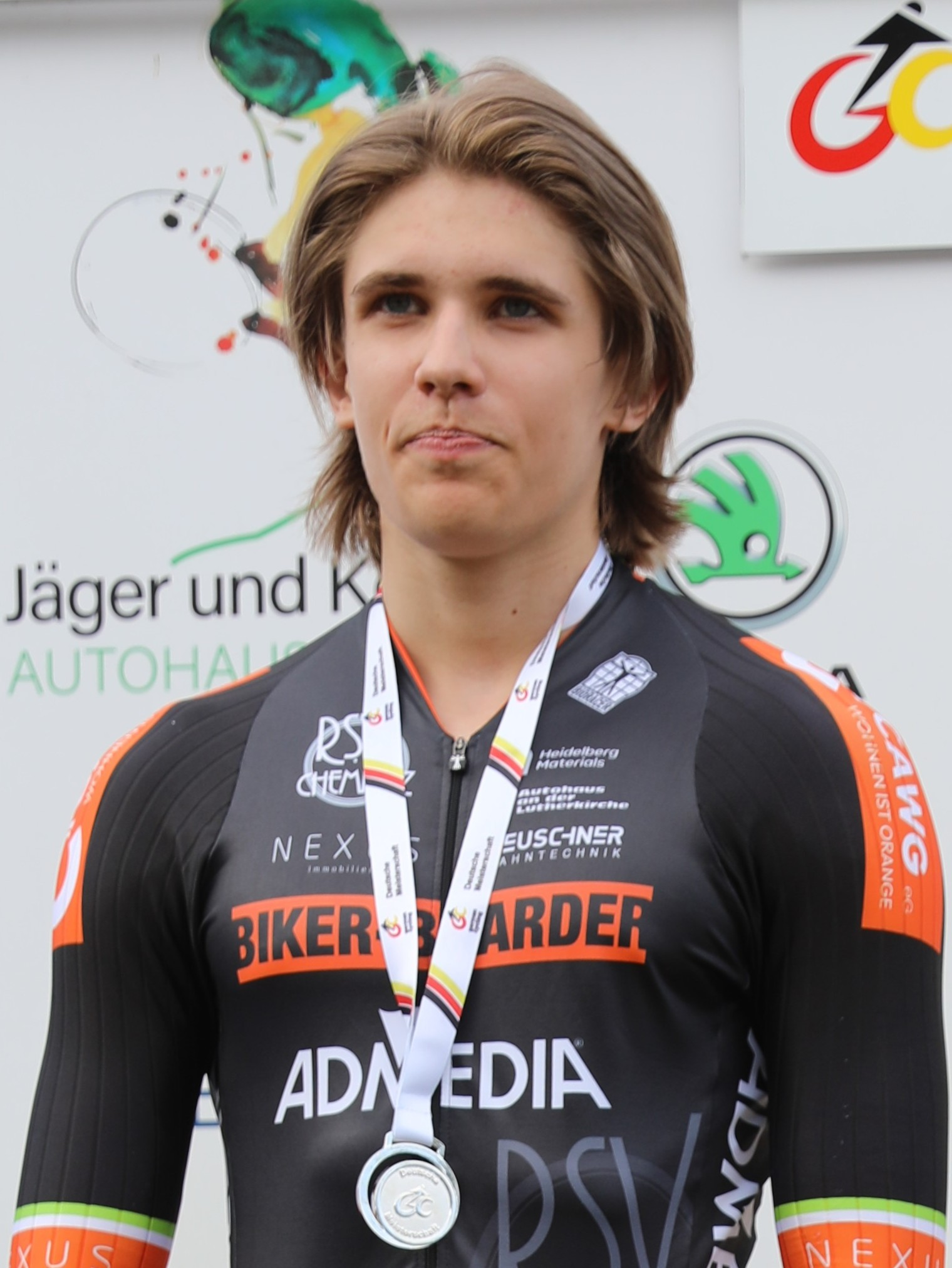
Leonidas Rekowski
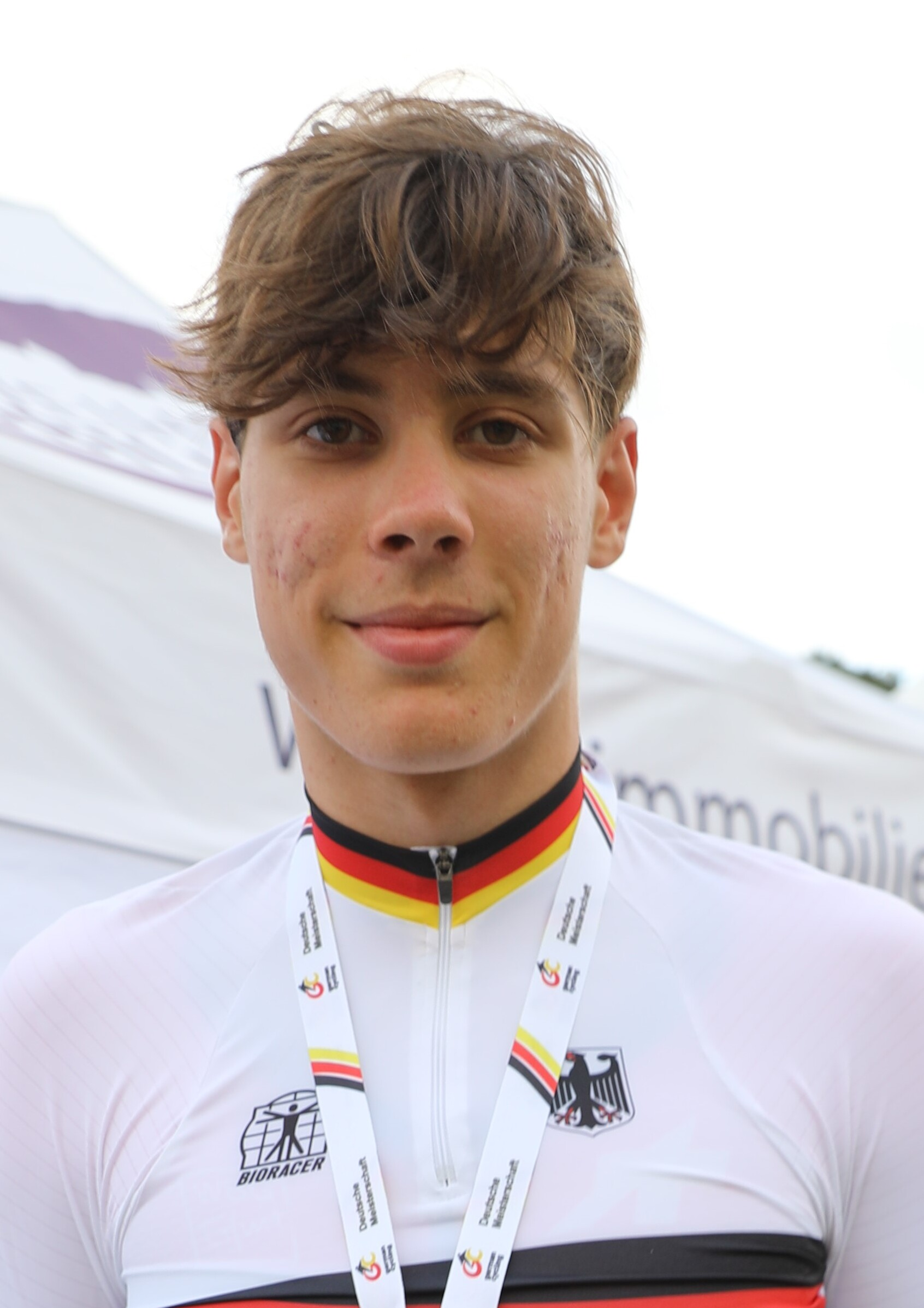
Lenny Karstedt
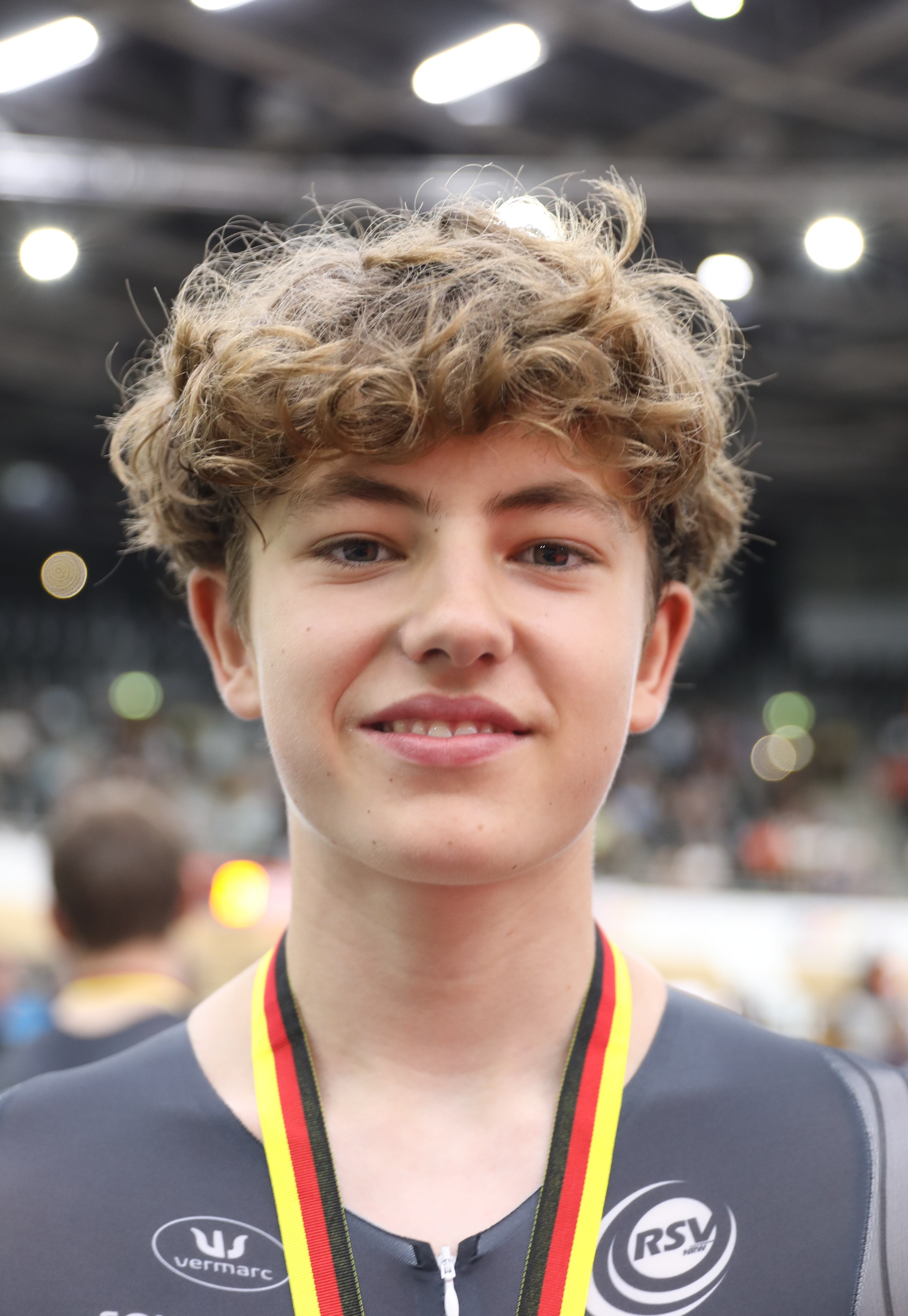
Moritz Mauss

### Cycling Austria
Juniorinnen
- Sophie Walcher, Lea Sophie Unterköfler
- Heimo Fugger, Santiago Wrolich, Valentin Zobl

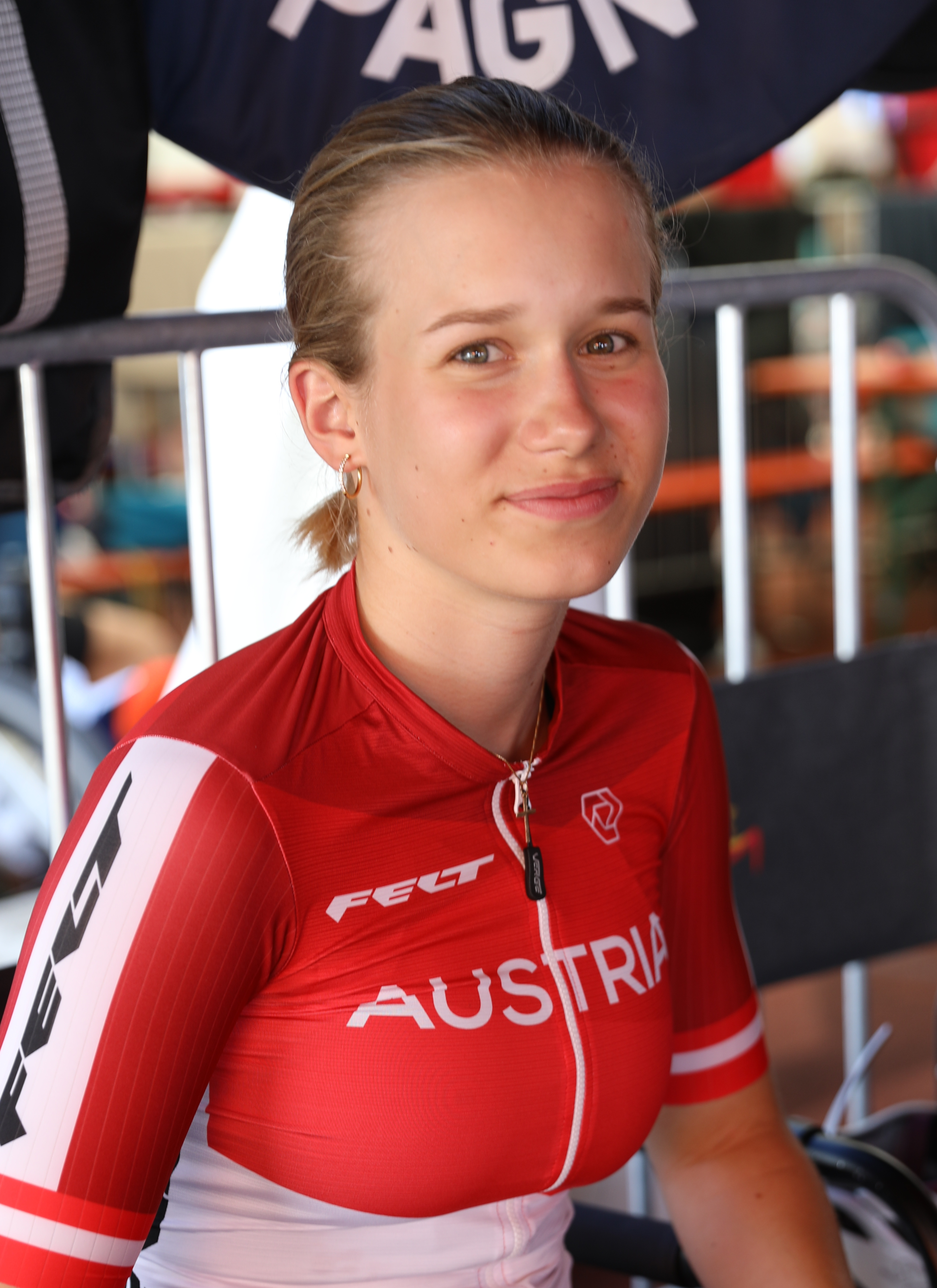
Sophie Walcher
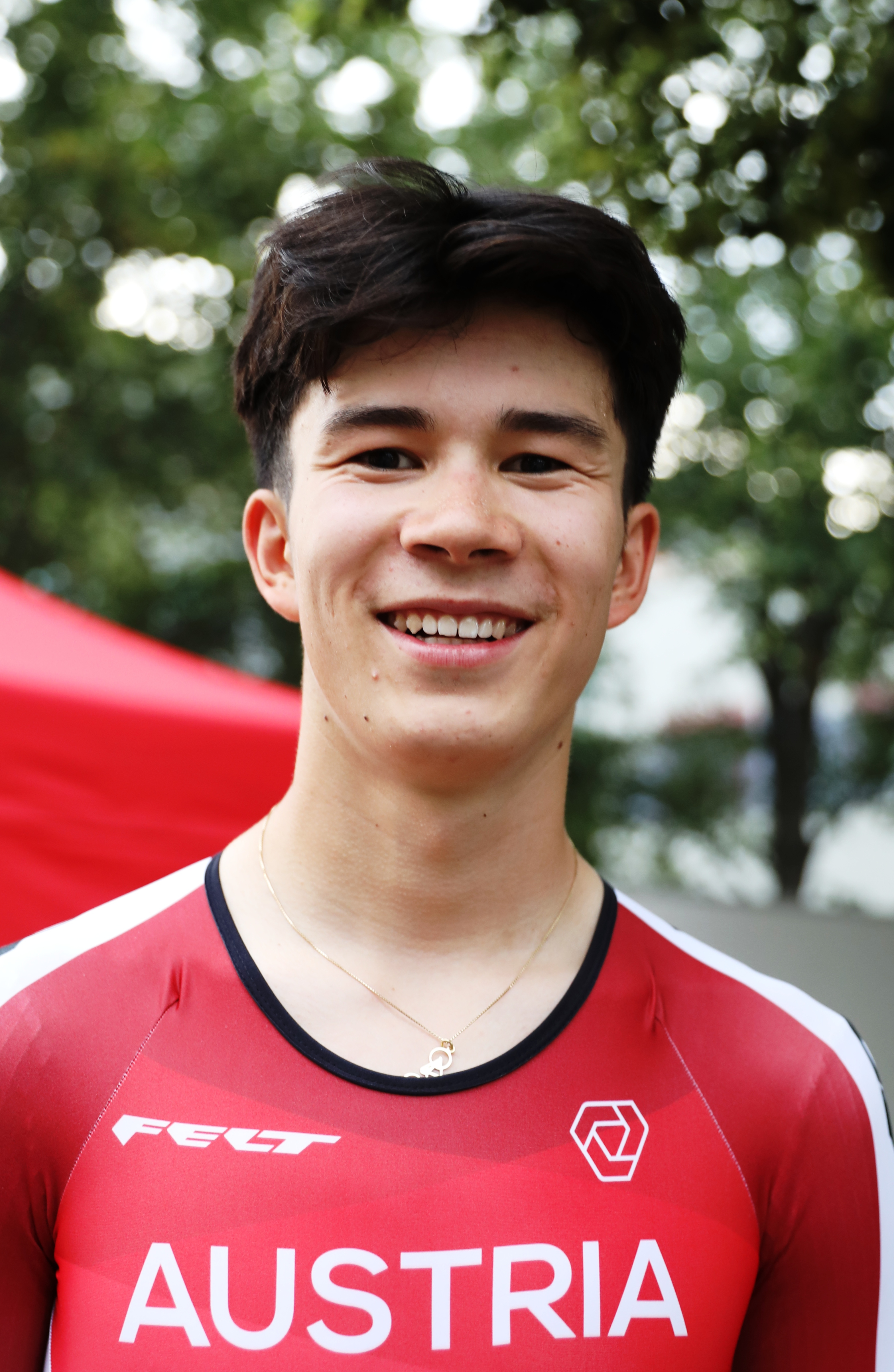
Heimo Fugger

### Swiss Cycling
Juniorinnen
- Elia Marthe, Giorgia Restivo

Junioren
- Lars Emmenegger, Noa Gremaud, Max Priemer, Jonathan Rinner, Noah Schnyder